# 畠山重勇
畠山 重勇（はたけやま じゅうゆう、1895年（明治28年）11月3日 - 1978年（昭和53年）10月8日）は、大正から昭和期の実業家、政治家。衆議院議員、秋田県北秋田郡比内町長、同町名誉町民。

## 経歴
秋田県南秋田郡扇田村（扇田町、比内町を経て現大館市比内町扇田）で生まれる。1914年（大正3年）秋田県立大館中学校（現秋田県立大館鳳鳴高等学校）を卒業。
大葛産業取締役社長、同会長、北秋田郡木炭同業組合長、炭谷鉱山経営、扇田通運取締役社長、秋田県木炭取締役、北秋通運取締役、秋田県木材取締役、秋田県燃料商業組合理事長、東北木材興業専務取締役、同社長などを務めた。
政界では、扇田町会議員を務め、1939年（昭和14年）から1949年（昭和24年）まで秋田県議会（県会）議員に3期在任し、同参事会員も務めた。1942年（昭和17年）4月の第21回衆議院議員総選挙に秋田県第1区から非推薦で出馬して落選。1946年（昭和21年）4月の第22回総選挙に秋田県全県区から日本進歩党から出馬して落選。1949年（昭和24年）1月の第24回総選挙で秋田県第1区から民主党公認で出馬して当選し、その後改進党に所属して衆議院議員に1期在任した。この間、民主党会計監督などを務めた。
1963年（昭和38年）から1971年（昭和46年）まで比内町長に2期在任し、1974年（昭和49年）名誉町民となった。その他、秋田県遺族連合会長、日本遺族会理事も務めた。